# Oda di Sassonia
Oda o Ota di Sassonia (874 circa – dopo il 952) come moglie di Sventibaldo di Lotaringia, fu regina consorte di Lotaringia dall'897 al 900 e poi come moglie di Eberardo, fu duchessa consorte di Franconia dal 918 al 939.

## Origine
Secondo il cronista Reginone era la figlia quintogenita del duca di Sassonia, Ottone detto l'Illustre e di Edvige di Babenberg, figlia di Enrico di Franconia (discendente da Poppone I di Franconia (padre o nonno), capostipite dei Babenberg) e di Ingeltrude, figlia del marchese Eberardo del Friuli e di Gisella, figlia di Ludovico il Pio. Oda era la sorella di Enrico l'Uccellatore, considerato il capostipite della dinastia ottoniana.

## Biografia

### Il primo matrimonio
Nella primavera dell'897, sempre secondo il cronista Reginone, Oda di Sassonia fu data in sposa al re di Lotaringia, Sventiboldo, il figlio primogenito, illegittimo, dell'imperatore, re dei Franchi orientali e re d'Italia, Arnolfo di Carinzia e della sua concubina, Vinburga († dopo il 18 maggio 898), che viene citata in due Diplomata di Arnolfo, la n° 160 e la N° 162, di cui non si conoscono gli ascendenti.
Il matrimonio fu celebrato prima del 13 giugno, in quanto in quella data un documento di Sventiboldo, cita Oda come sua moglie.
L'anno successivo il marito dovette respingere un attacco di Carlo III il Semplice, re dei Franchi occidentali, che, appena incoronato (898), per allargare i confini del suo regno sino alla riva sinistra del Reno, aveva invaso la Lotaringia, arrivando sino ad Aquisgrana.
In quello stesso anno però era ripresa la rivolta dei nobili contro Sventibaldo, che, a causa della sua condotta dissoluta, ebbe contro anche il casato di Reginar, guidato dal conte Reginardo di Lotaringia, prima alleato di Sventibaldo.
Il marito, Sventiboldo stava cercando di reprimere la ribellioni della nobiltà quando l'imperatore, Arnolfo, padre di Sventiboldo, morì nel dicembre 899, e all'inizio del 900, il marito fu deposto da re di Lotaringia, ed il suo fratellastro, Ludovico, nel marzo di quello stesso anno, fu proclamato, Ludovico III re di Lotaringia a Thionville e poi ad Aquisgrana, che a febbraio era stato incoronato re dei Franchi orientali.
Sventiboldo tentò di far valere i propri diritti di successione sul suo giovane fratellastro per stabilire una completa indipendenza del proprio regno. Ad ogni modo l'intera nobiltà appoggiava Luigi e come tale gli chiese di intervenire.
Secondo gli Annales Necrologici Prumienses, Sventiboldo perse la vita nel mese di agosto del 900, durante un combattimento contro i suoi nemici. Reginone ci narra gli eventi che precedettero la morte di Sventiboldo: l'esercito del fratellastro passò il Reno, Sventiboldo raccolse tutte le forze che poteva e si dette a incendiare e devastare, sino a che fu obbligato ad accettare la battaglia in cui perse la vita.

### Il secondo matrimonio
Reginone ci informa inoltre che Sventibaldo era stato ucciso da tre conti, tra cui il conte Gerardo, nipote di Adalardo il Siniscalco, che prima della fine dell'anno era divenuto il secondo marito di Oda. Gerardo, con altri conti. era stato destituito, nell'897, da re Sventiboldo che poi gli aveva restituito gli onori.
Oda rimase vedova, per la seconda volta, nel 910, in quanto Gerardo, secondo gli Annales Laubacenses, morì combattendo contro i Bavari.

### Il terzo matrimonio
Dopo non molto tempo, Oda si sposò per la terza volta con il conte Eberardo, fratello del re dei Franchi Orientali, Corrado I di Franconia, alla cui morte, nel 918, Eberardo gli subentrò come duca di Franconia.
Nel 939, oda rimase vedova per la terza volta, Eberardo, che si era ribellato al re di Germania, Ottone I, secondo Reginone, venne catturato e ucciso.
Non si conosce con esattezza la data della morte di Oda. Si può solo dire che avvenne dopo il 30 dicembre 952, perché in quella data, re di Germania, Ottone I, la citò in un documento di donazione.

## Figli
Oda a Sventiboldo diede tre figlie e due figli :
- Benedetta (ca. 888-?), monaca nella abbazia di Susteren, dove divenne badessa e dove fu sepolta[14];
- Cecilia (ca. 889-?), monaca nella abbazia di Susteren, dove divenne badessa e dove fu sepolta[14];
- Goffredo di Carinzia;
- Ottone di Lotaringia († 2 dicembre 949);
- Relenda (ca. 900-?), definita santa vergine, che visse in reclusa in clausura che fu sepolta nella abbazia di Susteren[15].

Oda a Gerardo diede quattro figli:
- Wicfrido († 9 luglio 953), arcivescovo di Colonia, citato in una donazione del re di Germania, Ottone I, la citò in un documento di donazione[16];
- Uda († dopo il 18 maggio 963, data in cui è citata in una donazione dell'imperatore, Ottone I[12]), sposò il conte Gozelone di Bidgau;
- una figlia, di cui non si conosce il nome, che si sposò in Baviera;
- Goffredo (ca. 910 - dopo il giugno 949, data in cui è citato nella stessa donazione, in cui è citato il fratello Wicfrido, del re dei Franchi Orientali, Ottone I[16]), conte palatino di Lotaringia, sposò Ermetrude, figlia del re dei Franchi Occidentali, Carlo III il Semplice.

Oda a Eberardo diede una figlia:
- Ingeltrude, che sposò il conte Roberto di Digione.

## Ascendenza
|                      |   |                     | Genitori              |  |  | Nonni |  |  | Bisnonni |  |  | Trisnonni |  |
|                      |   |                     |                       |  |  |       |  |  | Bruno    |  |  | …         |  |
|                      |   |                     |                       |  |  |       |  |  | Bruno    |  |  | …         |  |
|                      |   | …                   |                       |  |  |       |  |  | Bruno    |  |  |           |  |
| Liudolfo di Sassonia |   |                     |                       |  |  |       |  |  | Bruno    |  |  |           |  |
|                      |   | Gisla di Verla      | …                     |  |  |       |  |  |          |  |  |           |  |
|                      |   | Gisla di Verla      | …                     |  |  |       |  |  |          |  |  |           |  |
|                      |   | Gisla di Verla      | …                     |  |  |       |  |  |          |  |  |           |  |
| Ottone l'Illustre    |   | Gisla di Verla      |                       |  |  |       |  |  |          |  |  |           |  |
|                      |   | Billung             | …                     |  |  |       |  |  |          |  |  |           |  |
|                      |   | Billung             | …                     |  |  |       |  |  |          |  |  |           |  |
|                      |   | Billung             | …                     |  |  |       |  |  |          |  |  |           |  |
| Oda di Billung       |   | Billung             |                       |  |  |       |  |  |          |  |  |           |  |
|                      |   | …                   | …                     |  |  |       |  |  |          |  |  |           |  |
|                      |   | …                   | …                     |  |  |       |  |  |          |  |  |           |  |
|                      |   | …                   | …                     |  |  |       |  |  |          |  |  |           |  |
| Oda di Sassonia      |   | …                   |                       |  |  |       |  |  |          |  |  |           |  |
|                      | … | …                   |                       |  |  |       |  |  |          |  |  |           |  |
|                      | … | …                   |                       |  |  |       |  |  |          |  |  |           |  |
|                      | … | …                   |                       |  |  |       |  |  |          |  |  |           |  |
| Enrico di Franconia  | … |                     |                       |  |  |       |  |  |          |  |  |           |  |
|                      |   | …                   | …                     |  |  |       |  |  |          |  |  |           |  |
|                      |   | …                   | …                     |  |  |       |  |  |          |  |  |           |  |
|                      |   | …                   | …                     |  |  |       |  |  |          |  |  |           |  |
| Edvige di Babenberg  |   | …                   |                       |  |  |       |  |  |          |  |  |           |  |
|                      |   | Eberardo del Friuli | Unruoch II del Friuli |  |  |       |  |  |          |  |  |           |  |
|                      |   | Eberardo del Friuli | Unruoch II del Friuli |  |  |       |  |  |          |  |  |           |  |
|                      |   | Eberardo del Friuli | Engeltrude            |  |  |       |  |  |          |  |  |           |  |
| Ingeltrude           |   | Eberardo del Friuli |                       |  |  |       |  |  |          |  |  |           |  |
|                      |   | Gisella             | Ludovico il Pio       |  |  |       |  |  |          |  |  |           |  |
|                      |   | Gisella             | Ludovico il Pio       |  |  |       |  |  |          |  |  |           |  |
|                      |   | Gisella             | Giuditta di Baviera   |  |  |       |  |  |          |  |  |           |  |
|                      |   | Gisella             |                       |  |  |       |  |  |          |  |  |           |  |

### Fonti primarie
- (LA)  Monumenta Germaniae Historica, Scriptores, tomus IX.
- (LA)  Monumenta Germaniae Historica, Diplomata Regum Germaniae ex Stirpe Karolinorum, tomus III.
- (LA)  Monumenta Germaniae Historica, Diplomata Regum Germaniae ex Stirpe Karolinorum, tomus IV.
- (LA)  Monumenta Germaniae Historica, tomus I.
- (LA) Monumenta Germaniae Historica, tomus XXV, su dmgh.de (archiviato dall'url originale il 24 giugno 2013).
- (LA) Monumenta Germaniae Historica, tomus XIII, su dmgh.de (archiviato dall'url originale l'11 luglio 2015).
- (LA)  Monumenta Germaniae Historica, Diplomatum Regum et Imperatorum Germaniae, tomus I.

### Letteratura storiografica
- René Poupardin, I regni carolingi (840-918), in «Storia del mondo medievale», vol. II, 1979, pp. 583–635